# Gymnodia platypezoides
Gymnodia platypezoides är en tvåvingeart som beskrevs av Fritz Isidore van Emden 1951. Gymnodia platypezoides ingår i släktet Gymnodia och familjen husflugor. Inga underarter finns listade i Catalogue of Life.